# Jens Andersen Sinning
Jens Andersen Sinning (formodentlig fra Sinding i Hids Herred, død 1547) var en dansk professor.

## Biografi
I sin ungdom gik han i Aarhus Skole, der dengang havde stor agtelse takket være skolemændene Morten Børup og Terkel Abildgaard, og han viste allerede her sin store begavelse. I 1534 drog han til Wittenberg, hvor han grundet flid, fortrinlige evner og god opførsel vandt sine læreres, især Melanchthons, store yndest og erhvervede sin magistergrad i filosofi og
bakkalavrgrad i teologi.
På hjemrejsen i 1537 landede han i Ystad og traf her uventet sin ungdomsven Jens Pedersen Grundet som skolemester. I sin glæde over mødet opgav denne sin tjeneste for sammen med Sinning at begive sig til København, hvor universitetet nyligt var genoprettet. Kort efter ankomsten her til blev Sinning kaldt til professor i dialektik i 1538. Senere overtog han også forelæsningen i Hebraisk og blev i 1545 professor i teologi efter forud at have erhvervet Doktorgraden, da han havde vist sin teologiske dygtighed ved at deltage i de religionsdisputatser, der i den senester tid var blevet afholdt med katolsksindede medlemmer af flere af landets domkapitler. Kort efter sin tiltrædelse af dette professorat blev han desuden universitetets rektor fra 1545-1546.
Han døde imidlertid allerede 30. november 1547 til stort tab for universitetet, der i ham havde haft en udmærket dygtig og meget afholdt lærer. Mange år efter hans død udgav Anders Vedel (1591) hans Oratio de studiis philosophicis theologiæ studioso necessariis, et for sin tid betydningsfuldt og interessant arbejde.